# NHL Dispersal Draft 1978
Der NHL Dispersal Draft 1978 wurde am 15. Juni 1978 im Queen Elizabeth Hotel im kanadischen Montreal in der Provinz Québec von der National Hockey League (NHL) durchgeführt. Der Dispersal Draft, der am selben Tag wie der NHL Amateur Draft 1978 stattfand, wurde ausgetragen, nachdem die Cleveland Barons und Minnesota North Stars am Vortag miteinander fusioniert waren. Die Liga stellte jedoch unter anderem die Bedingungen, dass alle Draft-Wahlrechte der Barons im bevorstehenden Amateur Draft für nichtig erklärt würden, und dass die fünf schlechtesten Teams der Vorjahressaison 1977/78 jeweils einen Spieler des fusionierten Franchises auswählen durften.
Diese Regelung betraf die Washington Capitals, St. Louis Blues, Vancouver Canucks, Pittsburgh Penguins und Colorado Rockies, die den Minnesota North Stars jedoch für den gewählten Spieler 30.000 US-Dollar als Kompensation zahlen mussten.

## Regeln
Die Minnesota North Stars durften zunächst insgesamt zehn Spieler und zwei Torhüter aus dem gemeinsamen Pool von Akteuren der Cleveland Barons und Minnesota North Stars vor dem Draft schützen. Nach den ersten beiden sowie dem dritten und vierten Wahlrecht durften die North Stars jeweils einen weiteren Spieler unter Schutz stellen.
Alle Draft-Wahlrechte der Cleveland Barons für den NHL Amateur Draft 1978 wurden gestrichen. Einzige Ausnahme bildete das Zweitrunden-Wahlrecht, dass die Washington Capitals von Cleveland im Dezember 1977 erworben hatten. Washington würde das Wahlrecht behalten, sofern sie auf die Wahl eines Spielers im Dispersal Draft verzichten würden. Stattdessen würden sie zusätzlich das Erstrunden-Wahlrecht der Barons erhalten, dass jedoch an das Ende der ersten Runde – statt wie eigentlich an der fünften Gesamtposition – gestellt werden würde.
Die Viertrunden-Wahlrechte, die die Cleveland Barons im Zuge eines Transfers mit den New York Islanders im Januar 1978 getauscht hatten, wurden beide gestrichen.

## Geschützte Spieler
Die General Manager der Cleveland Barons, Harry Howell, und der Minnesota North Stars, Lou Nanne, entschieden sich von beiden Franchises eine gleich Anzahl von Spielern zu schützen.
So wurden von beiden Teams zunächst je fünf Feldspieler und ein Torwart von der Liste der auswählbaren Spieler genommen. Nach dem zweiten Wahlgang folgte mit Ron Zanussi ein siebter Spieler der North Stars, ehe Bob Stewart von den ehemaligen Cleveland Barons nach dem vierten Wahlgang unter Schutz gestellt wurde.
Legende: G = Torhüter; D = Verteidiger; C = Center; LW = Linker Flügelstürmer; RW = Rechter Flügelstürmer
| Cleveland Barons   | Minnesota North Stars |
| ------------------ | --------------------- |
| Mike Fidler (LW)   | Per-Olov Brasar (LW)  |
| Rick Hampton (D)   | Brad Maxwell (D)      |
| Al MacAdam (RW)    | Bryan Maxwell (D)     |
| Dennis Maruk (C)   | Glen Sharpley (C)     |
| Greg Smith (D)     | Tim Young (C)         |
| Gilles Meloche (G) | Pete LoPresti (G)     |
| Nachrücker         |                       |
| Bob Stewart (D)    | Ron Zanussi (RW)      |

## Draftergebnis

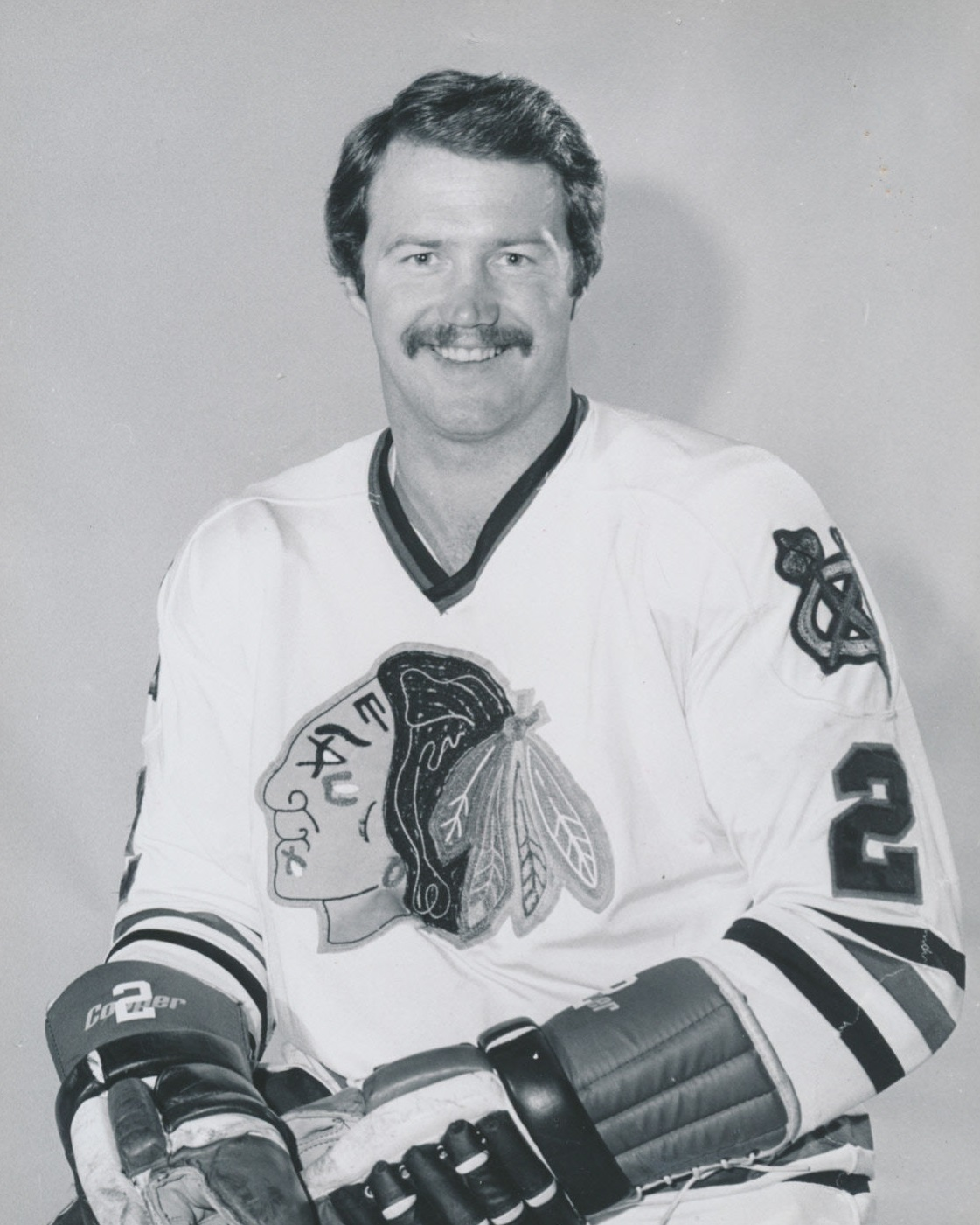
Randy Holt war einer von nur zwei Spielern, der im Rahmen des Drafts ausgewählt wurde

Von den fünf Franchises nahmen lediglich zwei die Möglichkeit wahr, einen Spieler auszuwählen. Die Washington Capitals verzichteten auf die Auswahl und wählten stattdessen die Option, das Zweitrunden-Wahlrecht zu be- und das Erstrunden-Wahlrecht der Barons zu erhalten. Pittsburgh und Colorado verzichteten gänzlich, erhielten jedoch auch keine Kompensation.
Lediglich die St. Louis Blues und Vancouver Canucks sicherten sich gegen eine Zahlung der 30.000 US-Dollar jeweils einen Spieler.
Legende: G = Torhüter; D = Verteidiger; C = Center; LW = Linker Flügelstürmer; RW = Rechter Flügelstürmer
| # | Spieler       | Nat.   | Pos | Vorheriges Team  | Aufnehmendes Team   |
| - | ------------- | ------ | --- | ---------------- | ------------------- |
| 1 | Verzicht      |        |     |                  | Washington Capitals |
| 2 | Mike Crombeen | Kanada | RW  | Cleveland Barons | St. Louis Blues     |
| 3 | Randy Holt    | Kanada | D   | Cleveland Barons | Vancouver Canucks   |
| 4 | Verzicht      |        |     |                  | Pittsburgh Penguins |
| 5 | Verzicht      |        |     |                  | Colorado Rockies    |